# 三十九階段
『三十九階段』（さんじゅうきゅうかいだん、原題：The Thirty-Nine Steps）は、スコットランドの作家ジョン・バカン (John Buchan, 1st Baron Tweedsmuir) が1915年に発表したイギリスのスパイ小説である。「リチャード・ハネー」シリーズ全5作の第1作である。
日本では1959年に東京創元社から小西宏の翻訳で文庫本が出版された。本小説を元にいくつも映画が製作されており、中でもアルフレッド・ヒッチコック監督による1935年のイギリス映画『三十九夜』が有名である。

## あらすじ
たまたま知り合った男が殺されたことから、世界大戦勃発の危機をはらむ国際スパイ団の陰謀に巻き込まれてしまい、スパイ団のみならず警察からも追われる羽目になった平凡な青年リチャード・ハネーの姿を描く。ハネーはスパイ団を巧みにかわしながら、「三十九階段」という謎の言葉だけを頼りに陰謀の謎解きにも果敢に立ち向かっていく。

## 登場人物
- リチャード・ハネー（英語版）
- フランクリン・P・スカダー
- カロリデス
- ハリー卿
- ウォルター・バリヴァント卿（英語版）

## 評価
英国推理作家協会が1990年に出版した書籍リスト「史上最高の推理小説100冊」やアメリカ探偵作家クラブが1995年に発表した「史上最高のミステリー小説100冊」に選ばれている。なお、続編の『緑のマント』（1916年）も「史上最高の推理小説100冊」に選ばれている。

## 映像化
以下はいずれもイギリスの映画作品である。
三十九夜 (1935年の映画) The 39 Steps
監督：アルフレッド・ヒッチコック、主演：ロバート・ドーナット
大幅な脚色が加えられている。モノクロ作品。
三十九階段 (1959年の映画) The 39 Steps
監督：ラルフ・トーマス、主演：ケネス・モア
上記ヒッチコック版のリメイクである。
39階段 (1978年の映画) The Thirty Nine Steps ※日本劇場未公開
監督：ドン・シャープ、主演：ロバート・パウエル
原作に近い映像化である。
陰謀の報酬 (2008年のテレビ映画) The 39 Steps
監督：ジェームズ・ホーズ、主演：ルパート・ペンリー＝ジョーンズ
ヒッチコック版とは異なる形で大幅な脚色が加えられている。

## 舞台化

### 映画版の舞台化
2005年にパトリック・バーロウの脚色で舞台化された。第62回トニー賞演劇部門において作品賞など6つの賞にノミネートされ、照明デザイン賞と音響デザイン賞を受賞した。ただし、厳密には原作小説の舞台化ではなく、ヒッチコック版映画の舞台化である。

#### 日本での主な上演
日本では、2010年に『THE 39 STEPS - 秘密の暗号を追え！ -』で初演。演出はデイヴィッド・ニューマン、翻訳は小田島恒志が担当。ハネイ役は石丸幹二、ヒロイン役は高岡早紀、クラウンは今村ねずみと浅野和之が務めた。
2014年には、『THE 39 STEPS』の題名で上演台本・演出は福田雄一で上演。ハネイ役は渡部篤郎、ヒロイン役は水川あさみ、クラウンは安田顕（TEAM NACS）と佐藤二朗が務めた。
2022年には、『THE 39 STEPS』の題名で上演台本・演出はウォーリー木下で上演された。ハネイ役は平方元基、ヒロイン役はソニン、クラウン役はあべこうじと小松利昌が務めた。

### 小説版の舞台化
2024年、宝塚歌劇団雪組により『39 Steps』の題名で上演。
主演は専科・凪七瑠海。脚本・演出は田渕大輔。2024年5〜6月に宝塚バウホールで上演。

## 日本語訳
- 小西宏訳『三十九階段』（創元推理文庫、ISBN 9784488121013）
- 稲葉明雄訳『ザ・スパイ』　角川文庫